# Compactage de sol
Ne doit pas être confondu avec Compaction du sol ou Tassement du sol.
Le compactage des sols est une technique utilisée en génie civil visant à améliorer la qualité des sols pour la construction. Il ne faut pas la confondre avec la compaction du sol (appelée aussi tassement du sol) qui peut apparaître à l’occasion de phénomènes naturels (pluies intenses en sols battants), ou être d'origine anthropique (surpiétinement, passages d'engins agricoles).

## Objectifs
Les objectifs du compactage des sols sont multiples.
Ils visent principalement à : 
- Réduire la déformation (augmenter le module de Young) ;
- Diminuer la perméabilité des sols ;
- Diminuer les variations de volume indésirables ;
- Augmenter sa capacité portante(sol).

## Outils de compactage traditionnels

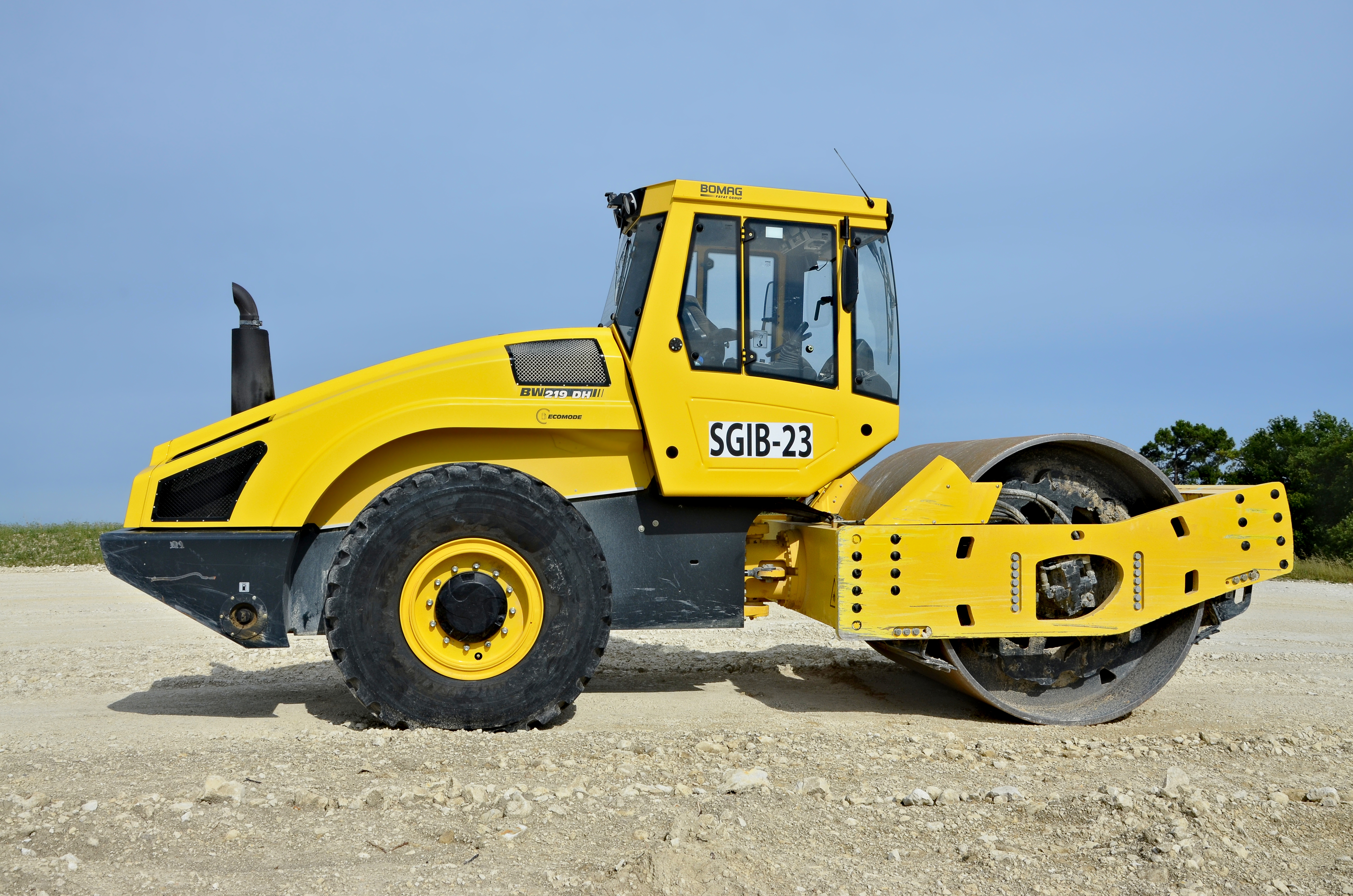
Rouleau articulé BOMAG

Il existe différente manière de réaliser un compactage selon l'énergie que l'on souhaite obtenir et les moyens disponibles.
On peut notamment citer :
- la plaque vibrante ;
- la pilonneuse ;
- le rouleau compresseur ;
- Compacteur à pieds de mouton (avec lame bull).le compacteur à pied de mouton ;
- le compacteur de tranchée ;

- le compacteur vibrant ;

- le compacteurs à pneumatiques.

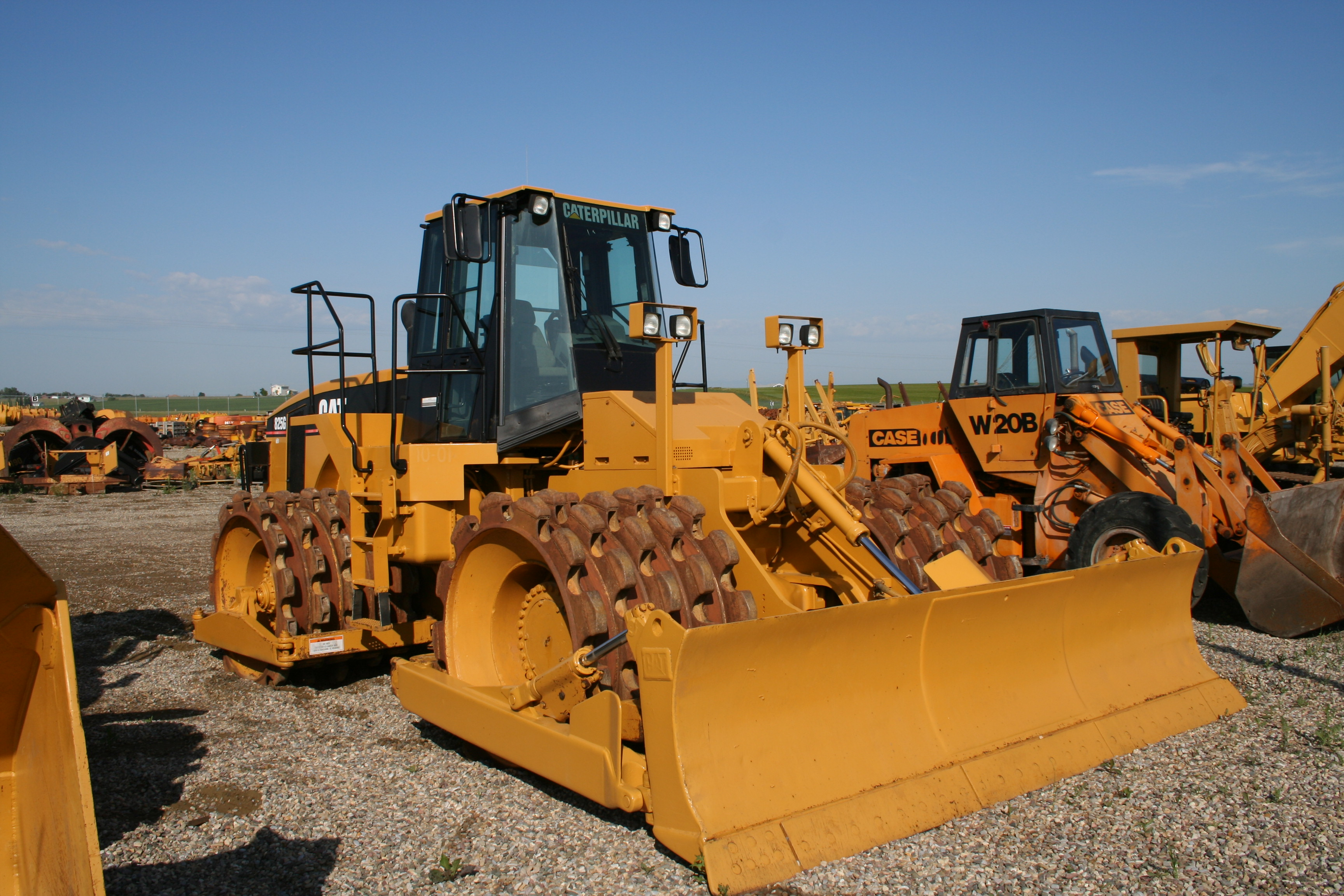
Compacteur à pieds de mouton (avec lame bull).

Les opérations de compactage consistent à améliorer la qualité du terrain et fournir un terrain ferme et solide pour accueillir les fondations. Grâce à cela le est sol exempté de poches d’air qui peuvent potentiellement causer des mouvements lors de la construction.

## Compactage en profondeur
En dehors du compactage superficiel des sols, il est possible de compacter le sol, surtout lorsqu'il est de type granulaire, sur des profondeurs beaucoup plus importantes. Pour ce type de travaux de compactage, on change totalement de type de matériel.

### Compactage dynamique

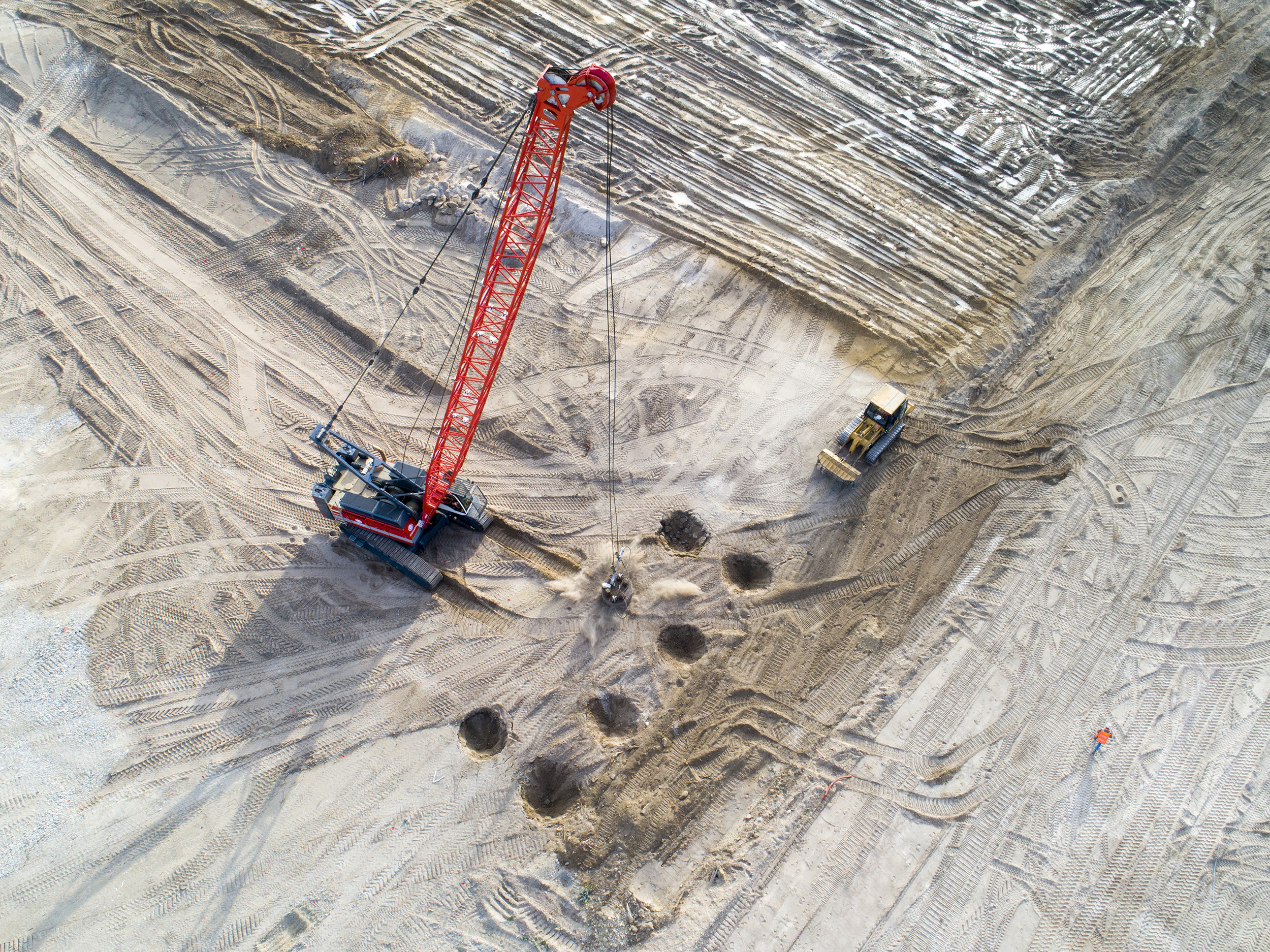
Vue aérienne d'un atelier de Compactage Dynamique

Le compactage dynamique consiste à lâcher une masse pouvant atteindre plusieurs dizaines de tonnes d'une hauteur pouvant atteindre plusieurs dizaines de mètres, afin de compacter le sol au point d'impact. Cette technique permet de compacter le sol sur des profondeurs pouvant atteindre 10 mètres.

### Compactage par impact rapide
Le compactage par impact rapide (ou Rapid Impact Compaction (RIC) an anglais) consiste à compacter le sol sur des épaisseurs pouvant atteindre 4 mètres en laissant tomber une masse d'une dizaine de tonnes sur une enclume, d'une hauteur de quelques mètres. Cette technique tire son nom de la rapidité avec laquelle les coups sont donnés, environ un impact par seconde en phase de traitement.